# Cleonaria cingalensis
Cleonaria cingalensis là một loài bọ cánh cứng trong họ Cerambycidae.